# Choratan
Choratan là một đô thị thuộc tỉnh Tavush, Armenia. Dân số ước tính năm 2011 là 1048 người.